# MELODY STAR RECORDS
MELODY STAR RECORDS（メロディー・スター・レコーズ）は、日本にかつて存在したレコードレーベルおよび音楽プロダクション。

## 概要
東芝EMI傘下のレーベル（Virgin TOKYOとの共同運営）として、東芝EMIプロデューサーの清水吉昌を代表取締役とし、1997年10月に設立された。2000年4月までは東芝EMIの内部レーベルおよびプロダクションとして運営され、その後インディーズレーベルの立ち上げ、他メーカーとの契約でアーティストをデビューさせるなど、業務を拡大。清水吉昌後任の代表は2代目を土屋望、3代目を田尾幹夫がそれぞれ勤めた。2006年9月に事業解散し、運営を終了した。

## 略歴
1997年6月、東芝EMIの新規事業として設立。
1997年10月、港区麻布十番にMelody Star Studioを設立し、運営を開始。レーベルおよび会社の特徴は、オーディション・育成・制作・宣伝・マネージメント一貫のシステムが日本経済新聞やエンタメ雑誌に取り上げられ注目される。
1998年、PONとOrientaの2組のアーティストがデビュー。2000年デビューの鬼束ちひろが複数の作品をヒットさせた。
2001年以降、多数のアーティストを擁立。2004年4月、東芝EMIの本社の役員構成も大幅に替わり、英国本社の指示と影響が強くなってきた。同時に鬼束ちひろとの契約を中途で終了。共同運営をしていたレーベル「Virgin TOKYO」も本体に吸収統合され、土屋も退任し、田尾が引き継いだが、以降会社清算に向けての残務処理に追われた。
2006年9月、事業解散。

## 所属していたアーティスト
- PON
- Orienta
- 鬼束ちひろ
- 蛋乂獅
- 清家千晶
- AMUSEMENT PARK
- 湯川潮音
- GHOSTY BLOW
- 蝉時雨
- パピーペット
- 林明日香
- あきいちこ